# Union internationale des télécommunications
Pour les articles homonymes, voir ITU.

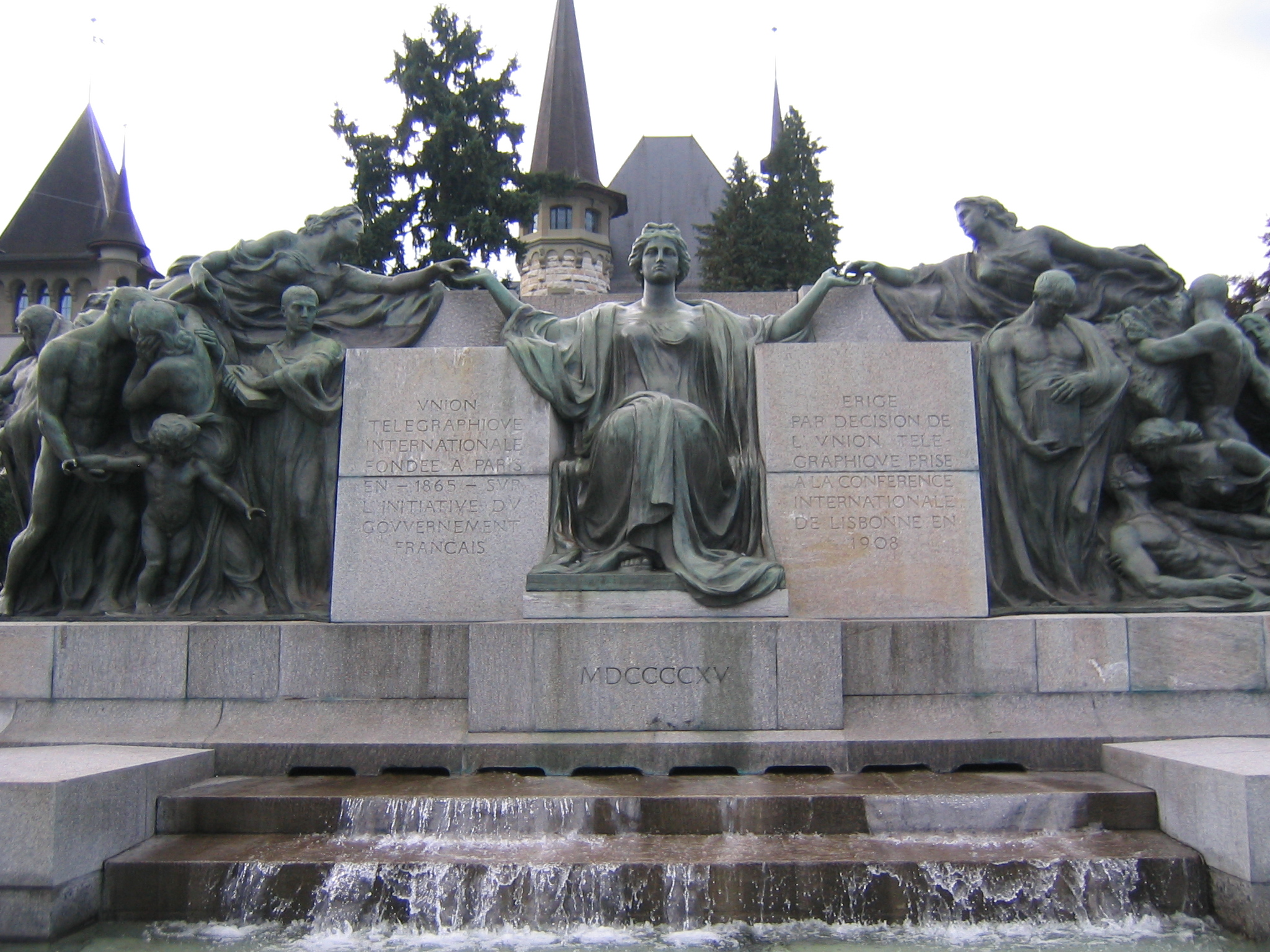
Monument à Berne (canton de Berne, Suisse) avec l'inscription « Union Télégraphique Internationale fondée à Paris en 1865 sur l'initiative du gouvernement français. Érigé par décision de l'Union télégraphique prise à la conférence internationale de Lisbonne en 1908 ».

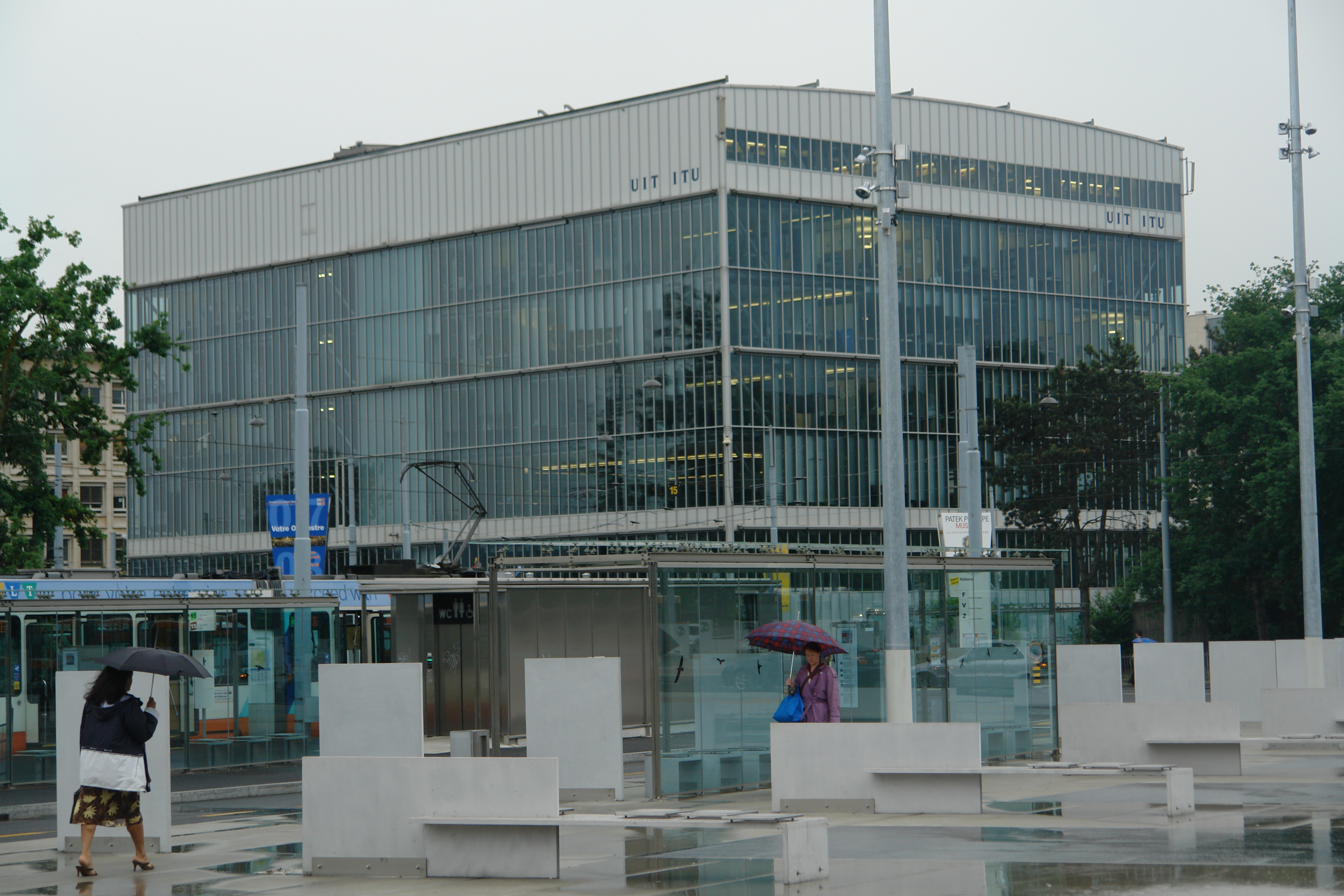
Siège de l'UIT (Bâtiment Montbrillant), Genève.

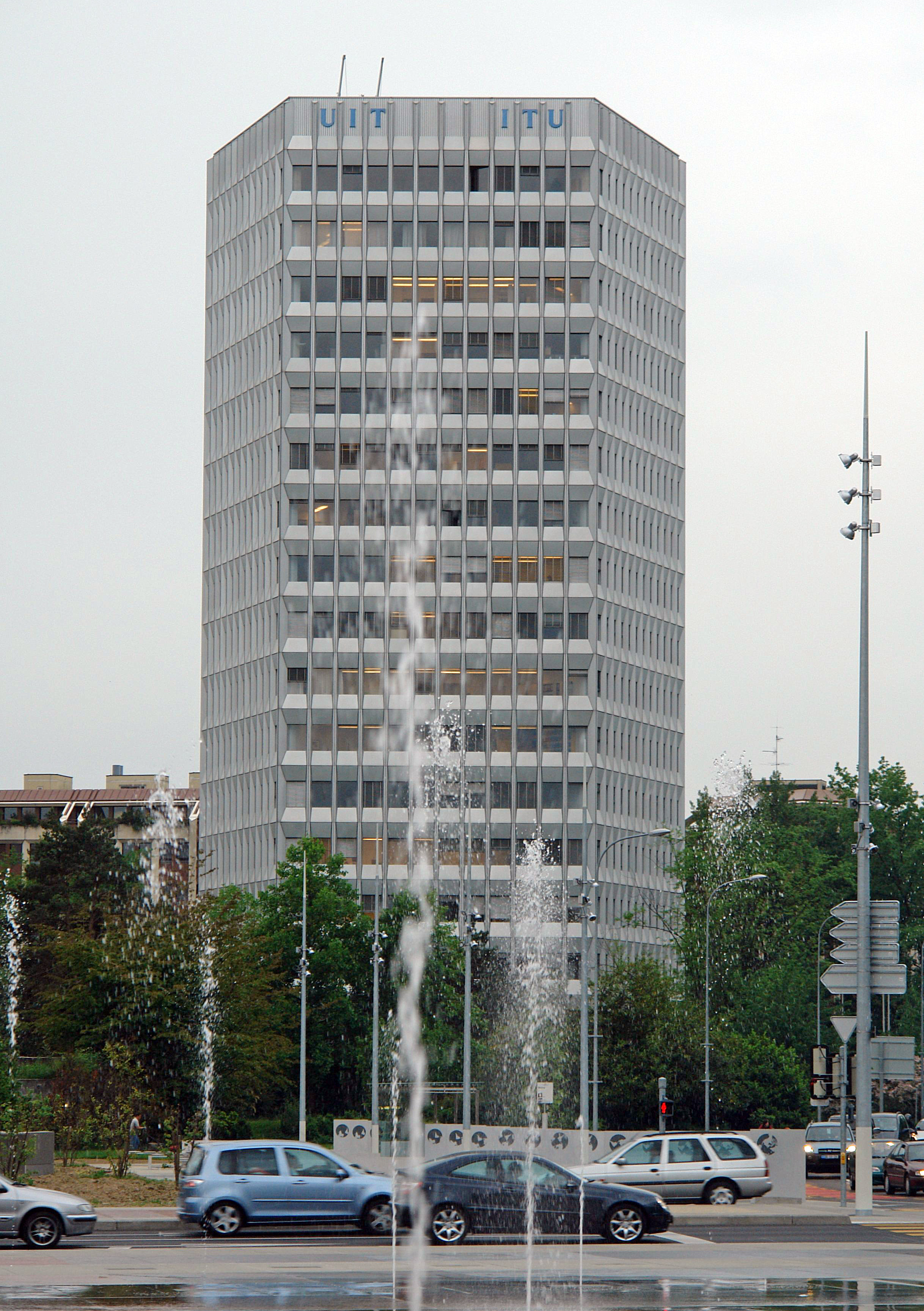
Siège de l'UIT — La « Tour » — à Genève.

L'Union internationale des télécommunications ou UIT (en anglais : International Telecommunication Union ou ITU) est l'agence des Nations unies pour le développement spécialisé dans les technologies de l'information et de la communication, basée à Genève en Suisse. Elle compte 194 États membres et 1 000 membres et associés du secteur.
Il s'agit de la plus ancienne organisation intergouvernementale technique de coordination, puisqu'elle a été créée sous le nom d'Union internationale du télégraphe en 1865. Le développement du téléphone aidant, elle adopte son nom actuel en 1932 et se voit rattachée directement aux Nations unies en 1947. L'UIT, au sein de laquelle les États et le secteur privé se coordonnent, est chargée de la réglementation et de la planification des télécommunications dans le monde, elle établit les normes de ce secteur et diffuse toutes les informations techniques nécessaires pour permettre l'exploitation des services mondiaux de télécommunications. Dans ce cadre, elle gère aussi l'attribution des bandes de fréquences radioélectriques pour la communication hertzienne (Secteur des radiocommunications de l'UIT, anciennement International Frequency Registration Board), et assigne les orbites aux satellites envoyés dans l'espace. Son domaine de compétence s'étend aussi à l'Internet haut débit, aux dernières technologies de communications sans fil, à la navigation maritime et aéronautique, à la météorologie par satellite, à la convergence fixe-mobile, à l'accès à Internet, aux données, à la voix, à la télédiffusion et aux réseaux mobiles de nouvelle génération.
L'UIT organise des événements internationaux et régionaux, ainsi que des forums comme le ITU Telecom World (en), qui rassemblent des représentants des gouvernements et des acteurs des télécommunications pour partager idées, connaissances et technologie.

## But originel
L'UIT se subdivise en trois secteurs principaux : UIT-D (secteur Développement des télécommunications), UIT-R (secteur des Radiocommunications) et UIT-T (secteur de la normalisation des Télécommunications). Les normes internationales produites par l'UIT-T sont appelées des « Recommandations » (avec une majuscule afin de faire le distinguo avec le sens commun du mot « recommandations »). Elles s'accordent sur les normes à employer pour les systèmes de téléphonie et la transmission de données. Comme l'UIT-T fait partie de l'UIT, qui est une institution spécialisée des Nations unies, ses normes possèdent une portée internationale plus importante que celles de la plupart des autres organismes publiant des normes dans les domaines similaires.

## Historique

### Avant la création de l'UIT
- 17 mai 1865 : la Convention télégraphique internationale est signée entre 20 États européens à Paris en France. Elle permet la création de l'Union télégraphique internationale.
- 1906 : la première Conférence radiotélégraphique internationale est organisée à Berlin en Allemagne. Elle aboutit à la signature de la première Convention radiotélégraphique internationale pour réglementer notamment la télégraphie sans fil[2].
- 1924 : création du Comité consultatif international téléphonique (CCIF).
- 1925 : création du Comité consultatif international télégraphique (CCIT).
- 1927 : création du Comité consultatif international des radiocommunications (CCIR) lors d'une conférence organisée à Washington. Elle répartit les bandes de fréquences entre les différents services : Fixe, Maritime…
- 1932 : à Madrid, fusion de la Convention internationale télégraphique et de la Convention internationale radiotélégraphique
- À partir du 1er janvier 1934, l'appellation Union internationale des télécommunications est utilisée.

### L'entrée dans l'Organisation des Nations unies
- 1947 : À Atlantic City, l'Union internationale des télécommunications est rattachée à l'ONU en tant qu'institution spécialisée des Nations unies. Son siège est transféré de Berne à Genève.
- 1956 : le CCIT et le CCIF fusionnent pour donner le Comité consultatif international téléphonique et télégraphique (CCITT)

De 1960 à la création de l'UIT-T, en 1992, les Recommandations du CCITT ont été présentées tous les quatre ans à des « Assemblées plénières » pour validation, et l'ensemble des Recommandations était publié après chaque Assemblée plénière dans une collection de volumes nommés collectivement par la couleur de leur couverture. Par exemple, il y a eu le Livre Jaune après l'Assemblée de 1980, le Livre Rouge après celle de 1984 et le Livre Bleu en 1988. Ces publications étaient divisées en fascicules de 700 pages, vendus séparément. Le cycle de quatre ans rendait le CCITT lent et très « délibérateur ».

### La réorganisation de l'UIT, des années 1970 aux années 1990
Le développement des ordinateurs personnels, au début des années 1980, créa une nouvelle habitude chez les professionnels et les particuliers : l'adoption de nouvelles méthodes de communication qui n'étaient pas encore complètement normalisées. De fait, les organisations de normalisation ont dû développer leurs normes plus rapidement sous peine de se retrouver avec des normes « de facto » supplantant les normes « officielles ».
Hélas, à l'instar de l'Organisation internationale de normalisation, le CCITT a été trop lent à s'adapter à cette nouvelle façon de faire.
Dans certains cas, une bataille s'engageait entre plusieurs normes propriétaires sans qu'il n'y ait véritablement de vainqueur, comme c'est encore aujourd'hui le cas pour certaines technologies (les FAX couleurs, ou le JavaScript par exemple). Parfois, le public s'orientait vers des organismes perçus comme plus réactifs et plus compréhensifs, notamment des organisations non gouvernementales telles que l'Internet Engineering Task Force (IETF), ou des consortiums privés tels que le World Wide Web Consortium (W3C).

### La normalisation en «temps réel», de 2000 à nos jours
Comme remède à cette situation, l'UIT-T travaille désormais de manière plus continue et régulière. Le temps séparant la proposition d'un document de travail par une compagnie membre et son adoption en tant que Recommandation pleine et entière par l'UIT-T peut être de quelques mois, voire moins. Ceci permet à l'UIT-T d'être plus réactif dans sa réponse aux demandes des utilisateurs, au vu du développement rapide des nouvelles technologies. Son contrôle qualité et ses révisions sont plus efficaces qu'avec l'ancien protocole, qui s'étendait sur quatre années.

### La Politique de mise à jour
Avec l'ancien protocole, un standard qui était amendé pouvait (au besoin) conserver son titre de recommandation et sa référence. Ainsi, les réseaux de type X.25 (à commutation de paquets) utilisaient deux modes d'opérations différents, selon que c'était la norme de 1980 (Livre Jaune) ou de 1984 (Livre Rouge) qui était implémentée. Maintenant, il est habituel que les standards soient simplement marqués comme « remplacés » quand ils sont révisés, les fonctionnalités des versions précédentes n'étant pas modifiées, et les nouvelles versions en apportant simplement de nouvelles.
Des standards peuvent être développés pour étendre ou compléter un autre standard plutôt que pour le remplacer. Ils sont alors nommés en ajoutant « bis » ou « ter » à la référence du standard originel, comme pour « V.26bis » et « V.26ter » par exemple.

## Fonctionnement
Outre son secrétariat général et l'IFRB, l'UIT est divisée en trois groupes de travail :
- L'UIT-T (CCITT, « Comité Consultatif International Téléphonique et Télégraphique », jusqu'en 1993) : traite les questions techniques et de normalisation. À chaque catégorie de normes correspond une lettre de l'alphabet, la référence de la norme étant complétée d'un nombre. Les normes de la série V (Transmission de données par le réseau téléphonique), par exemple V.24 ou V.90, et de la série X (Réseaux informatiques et systèmes ouverts), par exemple X.25, X.400 ou X.500, sont plus particulièrement connues des utilisateurs.
- L'UIT-R (CCIR, « Comité Consultatif International des Radiocommunications », jusqu'en 1993) traite les questions techniques et d'exploitation concernant les radiocommunications.
- L'UIT-D (BDT, « Bureau de Développement des Télécommunications », jusqu'en 1993) s'attache à promouvoir l'accès aux télécommunications dans les pays en voie de développement.

Les archives de l'institution, conservées au quartier général de Genève, sont inscrites comme bien culturel d'importance nationale.

## Rencontres internationales
En 2012, l'UIT a organisé à Dubaï la World Conference on International Telecommunications(WCIT), une conférence internationale sur la régulation des télécoms. Les modalités, les sujets abordés et les discussions préliminaires à cet événement ont fait l'objet d'importants débats sur la régulation d'Internet.
La Conférence de plénipotentiaires de l’UIT rassemble les représentants des États Membres de l’Union. La 22e conférence de plénipotentiaires de l'UIT s'est tenue à Bucarest en 2022. Les États Membres de l’UIT ont déterminé la capacité de l'Union à orienter l’évolution des technologies de l’information et de la communication dans le monde.
En juillet 2023 (6-7) l'UIT accueille à Genève un sommet international sur l'intelligence artificielle et la robotique au service du bien social nommé : Ai for Good - Global Summit - Accelerating the United Nations Sustainable Development Goals.